# St. James City (Florida)
St. James City is een plaats (census-designated place) in de Amerikaanse staat Florida, en valt bestuurlijk gezien onder Lee County.

## Demografie
Bij de volkstelling in 2000 werd het aantal inwoners vastgesteld op 4105.

## Geografie
Volgens het United States Census Bureau beslaat de plaats een oppervlakte van
38,2 km², waarvan 37,8 km² land en 0,4 km² water.

## Plaatsen in de nabije omgeving
De onderstaande figuur toont nabijgelegen plaatsen in een straal van 12 km rond St. James City.